# Melchior Mahr
Melchior Mahr OPraem (* 1789 in Karlsbad, Böhmen; † 9. September 1842 in Marienbad, Böhmen) war ein römisch-katholischer Ordenspriester und zwischen 1836 und 1842 Abt des Stiftes Tepl.

## Leben
Mahr wirkte nach seinem Eintritt in das Stift Tepl zehn Jahre als Brunneninspektor des Kurortes Marienbad. Während dieser Zeit unternahm Mahr mehrere Studienreisen in die Kurorte deutschsprachiger Nachbarstaaten, wo er Verbesserungen begutachtete und Geschäftskontakte für den Absatzmarkt des Mineralwassers aus Marienbad knüpfte. In seiner Amtszeit als Brunneninspektor, aber auch später in seinem Abbatiat, stiftete Mahr den bedürftigen Kranken der Wiener Stadtbevölkerung Heilwasser aus dem Kurort.
Nach seiner Wahl zum Abt von Stift Tepl am 7. Juli 1836 und der Abtsbenediktion am 31. Juli 1836 durch den Erzbischof von Prag, Andreas von Skarbek-Poslawice, übernahm der Tepler Stiftspater Paul Frey die Verwaltung in Marienbad. Als Abt setzte Mahr die Bautätigkeit seiner Vorgänger im Kurort Marienbad fort, indem er das Tepler Haus fertigstellen und eine unabhängige Pfarre in Marienbad errichten ließ. Dadurch legte Mahr den Grundstein für die Entwicklung Marienbads zu einem Bad der europäischen Prominenz. Auch außerhalb des Kurortes investierte Mahr in die lokale Infrastruktur. So errichtete das Stift Tepl in den Stiftspfarren Schul- und Kirchenbauten und forcierte die systematische Nutzung der Forstbesitzungen der Abtei. Wenngleich Mahr aufwendige Anschaffungen für die Tepler Stiftsbibliothek tätigte, musste er die theologische Hauslehranstalt aus Mangel an geeigneten Kräften aufgeben. Mit einem Teil der freigewordenen Professoren, die zugleich Ordenspriester waren, bekleidete Mahr Seelsorgsämter in den Stiftspfarren, andere setzte er als Professoren der philosophischen Lehranstalt in Pilsen ein, deren Unterrichtsmittel er dazu vermehrte. Im Juli 1839 begrüßte Mahr Kronprinz Friedrich Wilhelm von Preußen im Stift Tepl.
Mahr starb am 9. September 1842 in Marienbad an einem Schlaganfall.